# Simba SC
Simba SC este un club de fotbal profesionist din Tanzania, cu sediul în cel mai mare oraș al țării Dar es Salaam. Echipa evoluează în prima ligă numită Ligi Kuu Bara, cea mai înaltă divizie din țară sa.

## Istoria clubului
Simba SC a fost fondată în 1936 sub numele de Queens, ulterior numele clubului s-a schimbat în Eagles și Dar Sunderland, iar apoi a dobândit numele Simba în 1971, care în swahili înseamnă „Leul”. Echipa își joacă meciurile de acasă pe Stadionul Național Tanzania. 
Este una dintre cele mai de succes echipe de fotbal din Tanzania, alături de Young Africans, câștigând campionatul național de 22 de ori și de 6 ori cupa națională. De asemenea, ei sunt unul dintre cele mai mari cluburi din Africa de Est, câștigând de șase ori Campionatul Cluburilor CECAFA. Este echipa cu cele mai multe titluri din Tanzania.
Cel mai mare succes al său, la nivel continental a fost finala din 1993 în Cupa CAF, unde a fost învins de clubul ivorian, Stella d'Adjamé cu scorul la general 2 - 0. Clubul concurează an de an în Liga Campionilor CAF, ei ajungând în semifinalele din 1974 și în sferturile de finală din 2019.
Clubul este unul dintre cele mai bogate din Africa de Est, cu un buget total de 6,1 miliarde Sh = echivalentul a 5,3 milioane de dolari americani, dezvăluit pentru sezonul 2019-2020. În 2022, contul de Instagram al clubului, a avut cea mai rapidă creștere dintre cluburile de fotbal, cu 1,9 milioane de urmăritori și o creștere de 89% față de anul precedent.